# 신일중학교 (서울)
신일중학교(信一中學校, Shinil Middle School)는 대한민국 서울특별시 강북구 미아동에 있는 사립 여자중학교이다. 학교법인 신일학원에 의해 1967년 개교하였다.

## 개요
이봉수 이사장이 1967년에 설립한 학교법인 신일학원 산하의 중학교로 서울특별시 강북구 미아동에 위치하고 있다. 성별은 남자. 설립 당시 학교 부지는 약 12만평으로 매우 거대한 스케일을 자랑했으나 각종 어른들의 사정에 의해 부지는 절반정도인 약 6만평으로 줄었다. 교과교실제를 운영하고 있다.

## 역사
- 1959년 9월 10일: 설립자 구리 이봉수 초대이사장께서 현 위치에 이지후 12만 평을 출연함

- 1965년 3월 10일: 학교법인 신일학원 설립 인가

- 1966년 3월 18일: 본관 건축 착수, 동년 11월 말 준공

- 1966년 10월 13일: 신일중·고등학교 각 6학급 설립 인가

- 1967년 3월 2일: 장윤환 선생님 초대 교장 취임

- 1967년 5월: 연건평 1,501평 과학관 건축 착수, 1968년 6월 말 준공

- 1967년 6월 25일: 첫 입학식 거행(중·고 각 6학급)

- 1968년 3월 1일: 연건평 3,738평 체육관 건축 착수, 1969년 10월 13일 준공

- 1970년 1월 27일: 제1회 졸업식 거행(중 352명, 고 331명 졸업)

- 1971년 3월 1일: 제2대 김상연 교장 취임

- 1980년 12월 30일: 제2운동장(야외용 약 8,000평) 준공

- 1988년 12월 17일: 제4대 김상열 교장 취임

- 2000년 3월 27일: 연건평 1,000평 중학교 건축 착수, 동년 11월 30일 준공

- 2000년 5월 31일: 설립자 구리 이봉수 초대이사장 소천, 신일학원장 염수

- 2000년 6월 30일: 제2대 이사장 이세용 박사 취임

- 2001년 5월 13일: 설립자 구리 이봉수 초대이사장 동상 건립

- 2001년 11월 9일: 신일학원 상징탑 및 정문 공사 준공

- 2001년 11월 30일: 연건평 329평의 우이동 신일학원 연수원 기공

- 2002년 3월 1일: 제5대 이기우 교장 취임

- 2002년 10월 25일: 본관 증개축공사(170평) 및 교무실 현대화 공사 준공

- 2003년 10월 15일: 연건평 6,270평 설립자 구리 이봉수 초대이사장 기념관 착공

- 2004년 3월 2일: 신일학원고 2실 개관(피아노 40대 설치)

- 2004년 5월 31일: 설립자 구리 이봉수 초대이사장 기념관 준공

- 2004년 9월 1일: 신일중·고등학교 연수원 준공(연건평 329평)

- 2005년 3월 1일: 제6대 장인환 교장 취임

- 2006년 3월 1일: 제7대 김기훈 교장 취임

- 2012년 3월 1일: 윤용호장 470평 종합스타디움 및 체육동 준공

- 2013년 3월 2일: 제9대 김준년 교장 취임

- 2015년 2월 1일: 선진형 교과교실제 시행

- 2016년 3월 1일: 제10대 최정호 교장 취임

- 2017년 2월 28일: 제10대 최정호 교장 퇴임

- 2018년 3월 1일: 제11대 김정훈 교장 취임

- 2024년 2월 7일: 제55회 졸업식 105명 졸업(본교 총 졸업생 11,679명)

- 2024년 3월 1일: 제12대 박희웅 교장 취임

- 2024년 3월 1일: 2024학년도 입학식(신입생 100명)

## 교정
위에 상기했다시피 굉장히 넓은 부지를 자랑했으나 서울사이버대학교의 설립 등으로 크게 줄어들었다. 특히 운동장은 3개에서 1개로 줄어들었는데 신일고등학교, 신일고등학교 야구부와 공동 사용으로 학생들은 넓은 운동장을 보유하고 있음에도 좁다고 느끼는 경우가 있다. 고등학교 뒤의 빨간 벽돌의 건물이 중학교 건물이다. 고등학교에 비해 작긴 하지만 체육관, 급식실, 음악실, 피아노실 등을 공동으로 사용한다. 말 그대로 빨간 건물에는 교무실/교실/화장실 뿐이다.
참고로 교지 면적은 총 교지 228,323제곱미터, 건물면적 24,599 제곱미터, 운동장 35,547 제곱미터(야구장 포함)이다.

## 학교 시설
딱히 시설별 명칭이 없다. 신일 고등학교의 건물과 같이 사용하는 경우가 많으며 체육관, 운동장, 급식실이나 보건실 같은 경우도 같이 쓰고 있다. 가끔씩이지만 서울 사이버대학교의 차이코프스키 홀도 같이 사용하고 있다.
학교 시설 자체는 상당히 좋은편이다. 자연친화적인 모습이 특징이며 뒤에는 바로 산이있고 곳곳에 나무와 식물을 많이 배치하여 조금만 걸어나가도 자연이 보이는 풍경이 눈에 들어오는 모습이 인상적이다. 창문을 열면 산이 보이고 위치도 상당히 높아 바람이 잘 드나드는 부지에 있으며 시설 공동 사용으로 인해 공간을 상당히 넓게 쓸 수 있다는 장점도 있다.

## 학교 행사
- 백운제: 신일중학교의 대표적인 학교 축제로, 학생들의 다양한 공연 및 체험 부스 등이 운영된다.
- 스프링 콘서트: 학생들이 참여하는 음악회로, 교내 음악적 재능을 발휘하는 행사이다.

## 교통
정문 바로 앞에 미아역 2번 출구가 있으며 학교 방향으로 출구가 나있어 바로 학교로 들어갈 수 있다.
버스는 두 정거장 사이에 껴있는 편인데 수유시장(성신여대 운정캠퍼스)쪽 정류장이 가깝다.

## 같이 보기
- 신일고등학교
- 서울사이버대학교